# 일본국 헌법 제61조
일본국 헌법 제61조(일본어: 日本国憲法第61条)은 일본국 헌법 제4장 "국회"의 조문 중 하나이다. 조약의 승인에 관한 중의원의 우월에 대해 규정하고 있다.

## 조문
일본국 헌법 제61조
조약의 체결에 필요한 국회의 승인에 대하여는 전조 제2항의 규정을 준용한다.

## 해설
전조 제2항의 규정과 마찬가지로 중의원이 조약 비준 동의안을 의결한 날로부터 30일 이내에 참의원이 이를 의결하지 않으면 조약 비준 동의안은 자동 성립된다.